# Saint-Benoît-sur-Loire
Saint-Benoît-sur-Loire là một xã trong tỉnh Loiret, thuộc vùng hành chính Centre-Val de Loire của nước Pháp, có dân số là 1876 người (thời điểm 1999).